# Charles Bouchard (médecin)
Pour les articles homonymes, voir Charles Bouchard et Bouchard.
Charles Jacques Bouchard, né à Montier-en-Der (Haute-Marne) le 6 septembre 1837 et mort à Sainte-Foy-lès-Lyon le 28 octobre 1915, est un médecin français, anatomo-pathologiste, biologiste prolifique et clinicien de grande renommée.

## Aperçu biographique
Il est le petit-fils d'un soldat de la Révolution et le fils de Jean-Baptiste Bouchard (né en 1812), principal de collège à Joinville, républicain et libre-penseur, exclu de l'enseignement après le Coup d'État du 2 décembre 1851. Sa mère tient un petit commerce de rubans lors de leur installation à Lyon en 1852.

### Études
Il commence ses études médicales à la faculté de Lyon, avec des maîtres comme Benoît Teissier et Joseph Rollet. Il est reçu premier à l'internat des hôpitaux de Lyon en 1857, ce qui lui ouvre le droit à un séjour de six mois à Paris, où il achète un microscope en 1861. Il y rencontre Marey, suit les cours d'histologie de Charles Robin (dit « le champion de la micrographie ») et Louis Auguste Desmarres et devient l'élève de Charcot.
De retour à Lyon, il fréquente les services des professeurs Lacour, Garin, Peyraud et Gailleton à l'Antiquaille et à l'Hôtel-Dieu. Parlant l'allemand, il se procure les leçons de Virchow.
De retour à Paris, il participe en 1862 au concours de l'internat en médecine de Paris où il est à nouveau reçu premier de sa promotion. Ce succès lui permet de passer sa première année dans le service de Velpeau avant de rejoindre Charcot qui remarque ses grandes capacités. Il publie dès cette époque ses Recherches nouvelles sur la pellagre. Durant son Internat, il fréquente les séances de la Société de biologie l'informant des derniers résultats de la recherche en physiologie, en histologie et en anatomo-pathologie (notamment du système nerveux). Il deviendra très rapidement le secrétaire de Rayer, premier président de cette institution. Amédée Dechambre lui propose de contribuer à son Dictionnaire encyclopédique des sciences médicales et un poste de rédacteur à la Gazette hebdomadaire de médecine et de chirurgie.
En 1866, il soutient sa thèse intitulée l’Étude sur quelques points de la pathogénie des hémorragies cérébrales à Paris. Chef de clinique dans le service du professeur Jules Béhier, il a pour externe Louis Landouzy (futur doyen de la faculté de médecine de Paris de 1908 à 1917). Il fréquente les cours de Nestor Gréhant au Muséum national d'histoire naturelle.

### Carrière

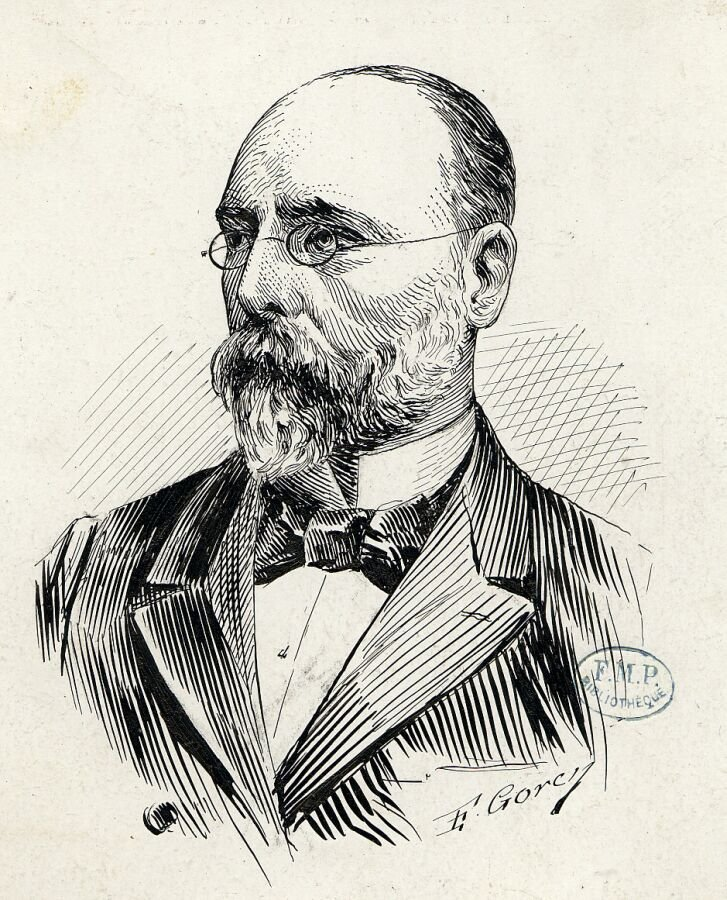
Charles Bouchard

Après avoir été nommé professeur agrégé en 1869, il est médecin du bureau central (administration militaire) en 1870. Lors de la Guerre de 1870, il est d'abord médecin d'un bataillon de la Garde nationale. Lors de la Commune, manquant d'être fusillé, il s'échappe de Paris pour gagner Lyon.
Il est le suppléant de Jean-Baptiste Bouillaud dans sa chaire de clinique médicale en 1872.
En 1874, il est nommé médecin des hôpitaux, successivement à la direction des nourrices, à Bicêtre (1876), Lariboisière (1880) et la Charité (1892).
En 1875, il est chargé de la chaire d'histoire de la médecine en remplacement de Paul Lorain. Il devient en 1879 titulaire de la chaire de pathologie générale à la Faculté de Paris. S'intéressant aux maladies liées aux « auto-intoxications », il s'engage dans l'expérimentation animale parallèlement à ses activités médicales.
En 1893, avec Brouardel, il propose au ministre de l'instruction publique Poincaré de créer le certificat PCN (sciences Physiques, Chimiques et Naturelles) qui se prépare en faculté de sciences, et qui donne accès en faculté de médecine, afin de « biologiser » les études médicales (ce qui sera fait par décrets et arrêtés de juillet à décembre 1893).
Dans les années 1900, Bouchard défend l'idée de créer, à la faculté de médecine de Paris, une chaire de bactériologie et une chaire de clinique des maladies infectieuses. Ce faisant, il entre en conflit pour des raisons de rivalité avec l'Institut Pasteur. Il plaide aussi pour un hôpital dédié qui sera inauguré en 1905 (l'hôpital Claude Bernard, supprimé en 1988). Les chaires ne seront créées qu'en 1918, trois ans après sa mort en 1915.

## Travaux

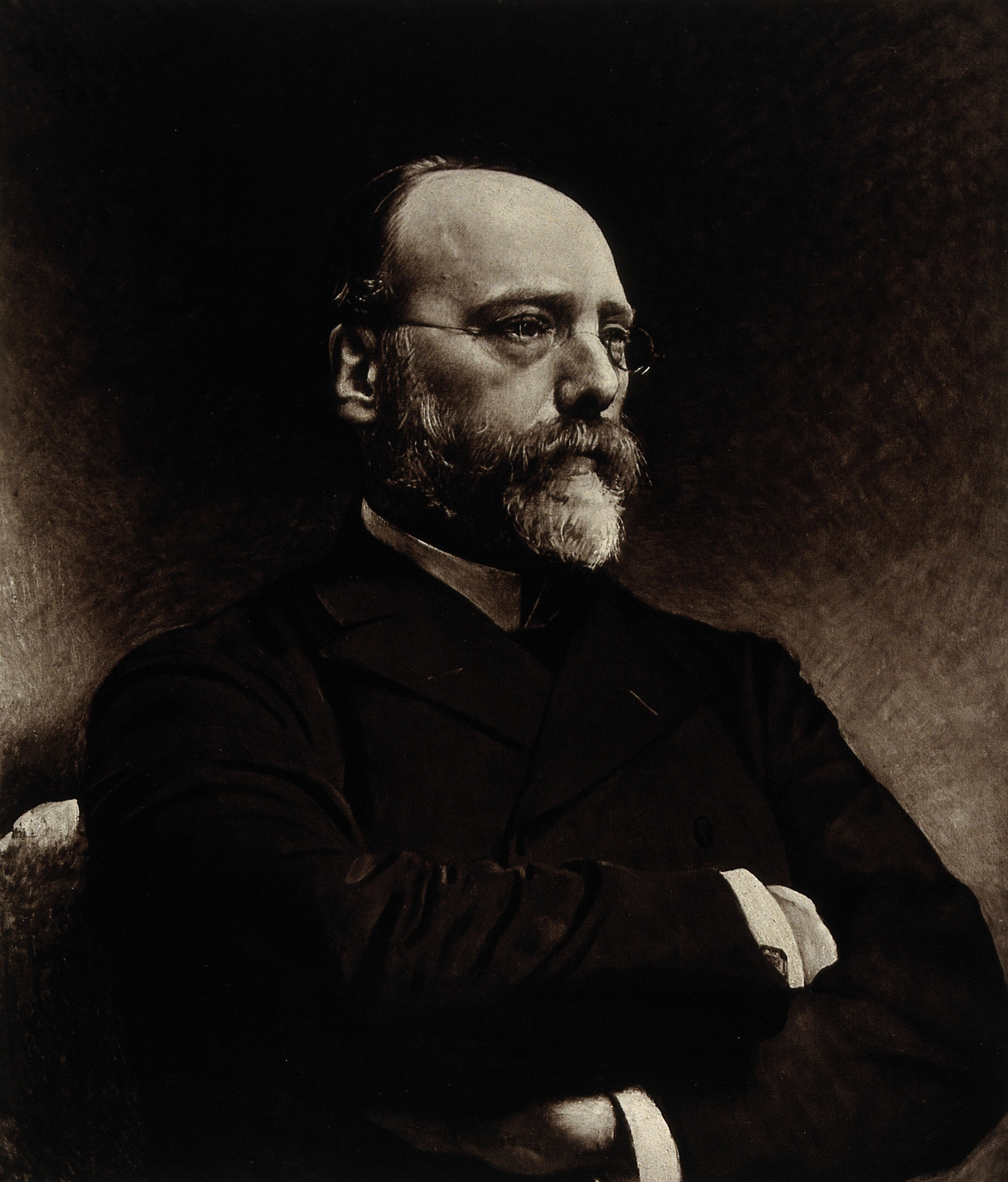
Charles Bouchard

Bouchard s'intéresse très tôt aux mécanismes pathogéniques. Avec Charcot, il se consacre d'abord à la neuropathologie et décrit les lésions des scléroses de la moelle épinière et des dégénérescences secondaires du faisceau pyramidal. Ils découvrent ensemble l'origine des hématomes intracérébraux, la rupture de petits anévrysmes miliaires sur la paroi des artérioles cérébrales qui seront plus tard dénommés « micro-anévrysmes de Charcot et Bouchard ».
Il se consacre aux infections, notamment digestives, aux auto-intoxications et aux maladies nutritionnelles. On lui doit la découverte du bacille de la morve (1882) en même temps que Löeffler. Il est l'auteur avec Charcot et Brissaud du Traité de pathologie générale, un compendium devenu un classique de la littérature médicale en langue française. Dans cet ouvrage, publié en 1903, il répertorie 7 classes de maladies, dont une nouvelle classe qu'il appelle « maladies infectieuses », il distingue également une classe des « maladies parasitaires ». Bouchard peut être considéré comme le fondateur de l'infectiologie, c'est-à-dire la réunion de la médecine clinique avec la microbiologie de laboratoire.
Peu après 1897, il crée le deuxième service parisien de radiologie à la Charité, après celui de Béclère à Tenon. Il envisage le diagnostic radiologique de la tuberculose. Il décrit avec Pierre Curie et Victor Balthazard (1872-1950) l'action de l'émanation du radium.
Il participe au comité qui créa la délégation pour l'adoption d'une langue auxiliaire internationale notamment l'espéranto.

### Le concept d'auto-intoxication
En 1887 - 1888, Charles Bouchard formule l'hypothèse selon laquelle toutes les cellules libèrent, à leur mort, des toxines. La fonction rénale joue un rôle d'élimination, dont l'insuffisance réalise une auto-intoxication. Un autre facteur serait la consommation de viande chez les sujets à digestion lente, où des toxines seraient produites par putréfaction dès l'estomac.
Cette auto-intoxication se diagnostique par la percussion fine de l'abdomen mettant en évidence un clapotement à jeun, signe de dilatation et stagnation gastrique. Un des effets toxiniques à distance est l'existence de nodosités dites de Bouchard (aujourd'hui considérées comme de l'arthrose banale).
La chimie organique était en train d'isoler, à partir de viandes en décomposition, de nombreuses substances azotées (putrescine, cadavérine, etc.). À la suite de Bouchard, on trouvera une toxine particulière à l'urine des eczémateux, « l'eczémine ». Cependant leur rôle réel en pathologie humaine reste incertain, et pour la plupart des substances, non admis. Le concept d'auto-intoxication disparait progressivement de la pathologie médicale scientifique (les substances restant répertoriées en chimie organique).
En revanche, le concept connait un fort succès dans le grand public. La modernité de l'époque épousait la tradition, car elle se situait dans le droit fil de la médecine humorale et de la dépuration. On attribue à cette théorie de Bouchard de nombreuses influences sur la culture de santé en France, sur le végétarisme ; le déclin des viandes faisandées et du gibier dans la cuisine française ; l'essor de la consommation d'eaux minérales (« il faut éliminer ») ; ainsi que des croyances comme la crainte des constipations chroniques vécues comme un empoisonnement, par auto-intoxication.

### L'antisepsie médicale
À partir des années 1860, les chirurgiens commencent à utiliser des substances désinfectantes, « microbicides », ou antiseptiques dans le traitement des plaies, ou en utilisation externe (acide phénique, chlore, permanganates...). Ces produits se développent avec la chimie industrielle. À la fin des années 1870 et durant les années 1880, Bouchard recherche activement les antiseptiques les plus appropriés contre les maladies infectieuses (chimiothérapie anti-infectieuse par voie interne). Il essaie de concilier l'utilité du traitement avec le minimum de souffrances pour le malade.
Il estime qu'il existe des substances qui, à une dose déterminée, sont toxiques pour un microbe sans l'être pour le malade. Il cherche les doses antiseptiques, toxiques et thérapeutiques, par des tests in vitro, puis in vivo sur l'animal, et enfin chez l'homme. Bouchard détermine trois doses antiseptiques : celle qui ralentit le développement d'un microbe, celle qui le stoppe, et celle qui tue le microbe. Il n'est pas nécessaire de tuer le microbe, il suffit de l'affaiblir pour permettre à l'organisme de mieux se défendre par lui-même.
Il développe aussi l'idée qu'un antiseptique puisse être spécifique pour certains microbes, et que d'autres microbes y soient insensibles. Pour chaque microbe cultivable, Bouchard cherche à déterminer la « valeur thérapeutique » de chaque antiseptique. Il étudie ainsi la naphtaline, l'iodoforme, la créosote, l'acide phénique, l'acide thymique, la résorcine, etc.
Toutes ces notions sont très proches, ou préfigurent, celles qui seront utilisées en antibiothérapie. Selon Contrepois, en France, « ce qu'on nomme aujourd'hui  infectiologie ne saurait être considéré comme une simple application du pastorisme [à la médecine] », il faut prendre en compte aussi l'apport des médecins cliniciens, comme Bouchard, et celui de leurs patients.

## Éponymie
À l'exception des nodosités de Bouchard, ces appellations sont oubliées et ne sont plus usitées (intérêt historique).
- anévrysmes (miliaires) de Charcot-Bouchard[11],[12]
- nodosités de Bouchard[13] : lésion d'arthrose des articulations inter-phalangiennes proximales des doigts.
- signe de Bouchard : 1) examen permettant de détecter l'origine du pus dans les urines 2) gargouillement perçu dans une dilatation de l'estomac 3) nodosités de Bouchard[14].
- bulle ou image de Bouchard : image radiologique d'une cavité pulmonaire[14].
- maladie de Bouchard : dilatation de l'estomac par insuffisance des muscles gastriques[14].
- traitement de Bouchard.
- indice (ou rapport) de Bouchard : rapport entre le poids en kilogrammes et la taille en décimètres d'un individu[14].
- ligne de Bouchard : « Ligne allant de l'ombilic au point le plus rapproche du rebord des fausses côtes gauches; »[15]
- coefficient urotoxique de Bouchard : Poids d'un animal (généralement le lapin) que peut intoxiquer l'injection intraveineuse d'une quantité d'urine émise par un sujet pendant 24 heures par kilogramme de poids corporel[14].

Il apparaît sous son nom dans À la recherche du temps perdu.

## Distinctions
- Membre de l'Académie de médecine en 1886.
- Membre de l'Académie des sciences en 1887.
- Président de la Société de biologie (1897-1901).
- Membre du Comité consultatif de l'Enseignement public.
- Membre du Conseil supérieur de l'Instruction publique.
- Grand-croix de la Légion d'honneur.

## Œuvres et publications
- Études expérimentales sur l'identité de l'herpès circiné et de l'herpès tonsurant, impr. de A. Vingtrinier (Lyon), 1860, in-8°, 16 p., lire en ligne sur Gallica.
- Recherches nouvelles sur la pellagre, F. Savy (Paris), 1862, 1 vol. (XI-406 p.) ; in-8, lire en ligne sur Gallica.
- Des lésions anatomiques dans l'ataxie locomotrice progressive et de ses rapports avec d'autres maladies peu connues de la moelle épinière[communication faite au Congrès médical de Lyon], impr. de A. Vingtrinier (Lyon), 1865, 15 p. ; in-8,lire en ligne sur Gallica.
- De la pathogénie des hémorrhagies, F. Savy (Paris), 1869, 1 vol. (155 p.) ; in-8, lire en ligne sur Gallica.
- Organisme et vitalisme, médecine empirique et médecine systématique du progrès en médecine [Leçon d'ouverture faite le 28 novembre 1872], G. Masson (Paris), 1872, 11 p. ; in-18, lire en ligne sur Gallica
- Exposé des titres et travaux scientifiques du Dr Ch. Bouchard, Paris, Impr. Pillet et Dumoulin, 1876, Texte intégral.
- Utilité et objet de l'histoire de la médecine : leçon d'ouverture, professée le 30 novembre 1875, F. Savy (Paris), 1876, 21 p. ; in-8, lire en ligne sur Gallica.
- Addition à l'exposé des Titres scientifiques du Dr Ch. Bouchard, Paris, Impr. Pillet et Dumoulin, 1879, Texte intégral.
- Deuxième addition à l'exposé des titres scientifiques du Dr Ch. Bouchard, Paris, Impr. Pillet et Dumoulin, 1884, Texte intégral.
- Exposé des travaux scientifiques du Dr Ch. Bouchard, Paris : Impr. Pillet et Dumoulin, 1886, Texte intégral.
- Leçons sur les maladies par ralentissement de la nutrition (3e éd.) [professées à la Faculté de médecine de Paris par Ch. Bouchard, recueillies et publ. par le Dr Henry Frémy], F. Savy (Paris), 1890, 1 vol. (412 p.) ; in-8, lire en ligne sur Gallica.
- Actions des produits sécrétés par les microbes pathogènes {hommage à la Faculté de médecine, à l'occasion du sixième centenaire de l'Université de Montpellier], Gauthier-Villars et fils (Paris), 1890, 1 vol. (52 p.) ; in-4, lire en ligne sur Gallica.
- Les microbes pathogènes, J.-B. Baillière et fils (Paris), 1892, 1 vol. (VI-303 p.) ; in-16, lire en ligne sur Gallica.
- La médecine, science et profession, [Association française pour l'avancement des sciences. Congrès 1893 Besançon], [Paris], [s. n.] 1893.
- Questions relatives à la réforme des études médicales, Paris, G. Steinheil; 1907.
- Recrutement et préparation des maîtres de l'enseignement médical, Paris, G. Steinheil [ca 1910], Impr. E. Capiomont.

En collaboration
- Henri-Étienne Beaunis: Nouveaux éléments d'anatomie descriptive et d'embryologie, J.-B. Baillière, 1885,Texte intégral.
- Traité de radiologie médicale, par Antoine Béclère, Jean-Alban Bergonié, Henri Bertin-Sans et publié sous la direction de Ch. Bouchard. Edition par H. Guilleminot, Steinheil (Paris), 1904.
- Alfred Blumenthal (Dr) et Philippe Tissié: Contribution à l'étude de la fatigue dans la course en montagne, [communication présentée à l'Académie de médecine (juin 1907)], impr. de Garet (Pau), 1908, in-8°, 11 p., fig., lire en ligne sur Gallica.
- avec Georges Henri Roger (et coll.): Nouveau traité de pathologie générale, 1914, Masson, Paris,

1. Tome premier lire en ligne sur Gallica.
2. Tome second lire en ligne sur Gallica.